# Buchnericoccus javanus
Buchnericoccus javanus är en insektsart som beskrevs av Reyne 1965. Buchnericoccus javanus ingår i släktet Buchnericoccus och familjen pärlsköldlöss. Inga underarter finns listade i Catalogue of Life.